# Antonino Pagliaro
Pour les articles homonymes, voir Pagliaro.
Antonino Pagliaro (né le 1er janvier 1898 à Mistretta et mort dans la même ville le 6 décembre 1973) est un linguiste, iraniste, philologue et romaniste italien.

## Biographie
Considéré comme l'un des principaux linguistes italiens, Antonino Pagliaro a été le rédacteur en chef de l’Encyclopédie Treccani et directeur du Dizionario di politica del PNF.